# La Vallée infernale
La Vallée infernale est le premier roman de la série Bob Morane écrit par Henri Vernes et publié en 1953 par les éditions Gérard et Cie dans la collection Marabout Junior (no 16).

## Personnages principaux
- Bob Morane.
- Bill Ballantine: mécanicien du B-25 Mitchell de Bob Morane.
- Lewis Broom : Australien qui fut pilote de bombardier pendant la Seconde Guerre mondiale. Il oblige Bob Morane à atterrir en plein territoire papou afin de s'emparer des émeraudes des Négritos.
- John Greb : complice de Lewis Broom.
- Vincente Rojas : Portugais de Macao. Il veut photographier une vallée perdue récemment découverte en Nouvelle-Guinée. Il est ensuite le complice de Broom et de Greb.
- Frank Reeves : milliardaire américain aviateur pendant la guerre. Son avion s'écrase dans une vallée perdue de Nouvelle-Guinée en mars 1944 où il reste prisonnier pendant cinq ans. Il est délivré par Bob Morane.
- Herbert Blaine : naufragé en Nouvelle-Guinée, il partage le sort de Frank Reeves.
- John Felton : naufragé en Nouvelle-Guinée, il partage le sort de Frank Reeves.
- Tawoureh : chef des Papous Alfourous.
- Maïri : chef des Négritos.
- Gibbs : major, chef de la Royal Air Force, puis dirigeant de la Papoua Airline. Il est l'employeur de Bob Morane et de Bill Ballantine.
- Carpenter : il représente la Papoua Airline à Téléfomin.
- Payne : employé de l'aéroport à Téléfomin.

## Résumé
L'histoire se déroule en Papouasie-Nouvelle-Guinée. Bob est pilote dans une compagnie aérienne et son travail consiste à transporter des marchandises de la côte à l'intérieur de l'île. Un jour son patron le contraint à emmener trois passagers vers une région dangereuse. Le premier veut prendre une photo d'une vallée remarquable. Les deux autres veulent survoler l'endroit où leur bombardier s'est écrasé durant la Seconde Guerre mondiale. En réalité, ils veulent voler les yeux d'émeraude d'une statue adorée par les pygmées Négritos. 
Les trois hommes obligent donc Bob à atterrir non sans casse dans une clairière. Ensuite les trois passagers lourdement armés s'enfoncent dans la forêt vierge. Quelques heures plus tard, Bob et Bill qui sont restés près de l'épave de l'avion pour appeler du secours entendent des bruits d'armes à feu et de grenades. Ce sont les trois bandits qui sont attaqués par les Papous Alfourous, coupeurs de têtes et anthropophages. L'un des hommes blancs est tué et les survivants sont faits prisonniers. 
Incapable de résister à son sens du devoir, Bob part à leur secours. Il va confectionner un radeau, naviguer sur une rivière souterraine, échapper à une crue subite, creuser un tunnel, tuer le sorcier qui s'apprêtait à sacrifier les deux Blancs, s'enfuir par les galeries d'un volcan, voler une pirogue, guider trois aviateurs Américains perdus depuis cinq ans dans la forêt, permettre la victoire des Négritos dans leur guerre contre les Alfourous.
Pour les remercier de leur aide, les Négritos offrent l'hospitalité à leurs sauveurs. Quelques jours passent avant qu'arrivent les hélicoptères de secours. Les bandits profitent de l'agitation qui en résulte pour voler les émeraudes. Ils sont découverts par les pygmées qui tuent l'un d'eux. L'autre s'enfuit dans la forêt. Pour remercier Bob et Bill d'avoir sauvé les pierres sacrées, le chef des Négritos leur offre une poignée d'émeraudes. 
Quelques jours plus tard, Bob est resté à Port Moresby pour faire des dépositions et Bill est rentré en Écosse. Il repère et fait arrêter par la police le dernier des voleurs alors qu'il tentait de l'assassiner pendant son sommeil pour lui voler les joyaux.

## Hommage
- La chanson L’Aventurier du groupe Indochine, qui évoque l'univers de Bob Morane, commence par les mots « Égaré dans la Vallée infernale ».